# Tituly a vyznamenání Františka Ferdinanda d'Este

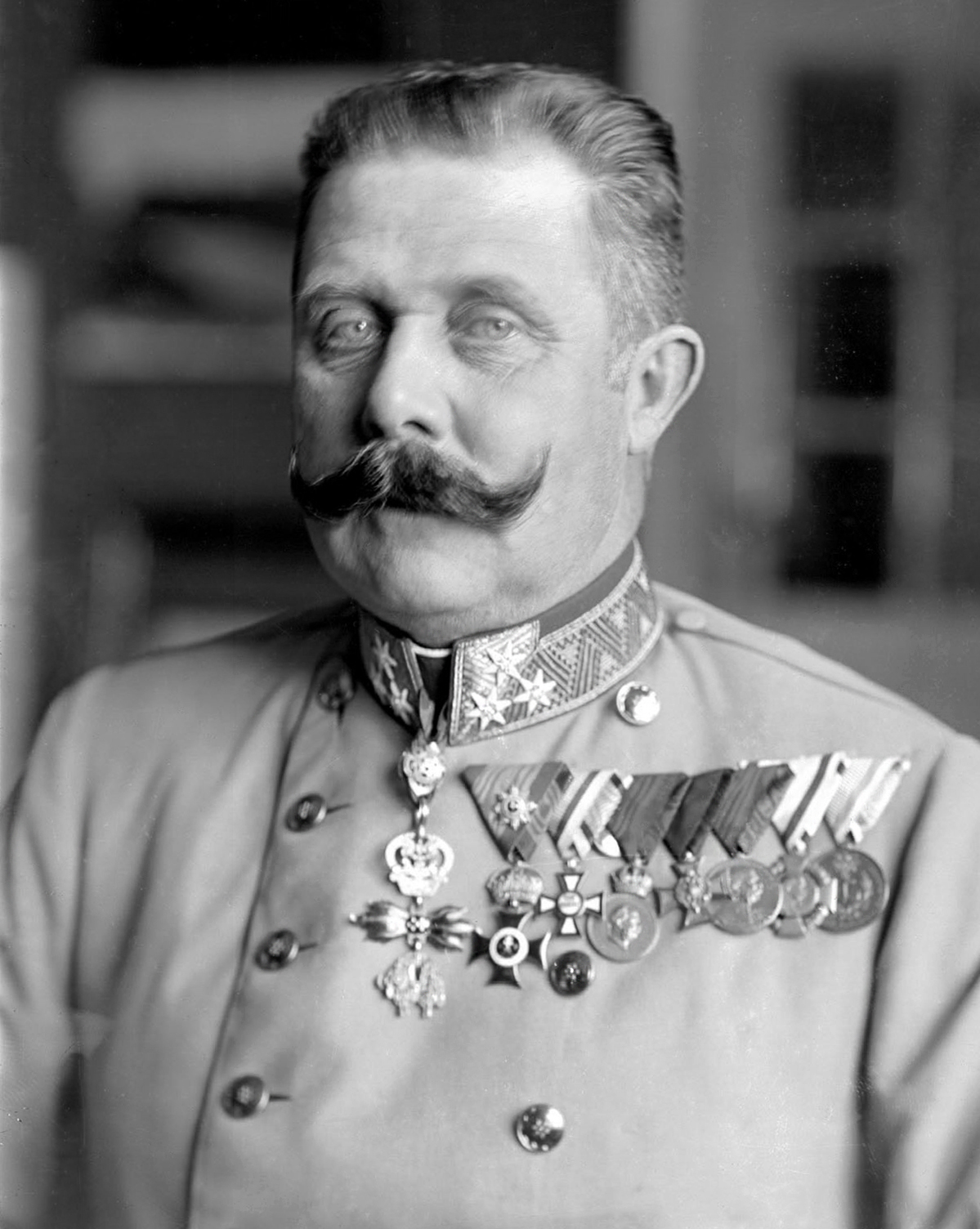
Arcivévoda František Ferdinand ve slavnostní uniformě generála jezdectva a s vyznamenáními

František Ferdinand d'Este (1863–1914) byl synem arcivévody Karla Ludvíka (1833–1896) a jeho druhé manželky Marie Annunziaty Sicilské (1843–1871), po otci byl synovcem císaře Františka Josefa. Po tragické smrti bratrance Rudolfa (1889) a úmrtí otce (1896) se stal následníkem trůnu Rakouska-Uherska. Jako příslušník vládnoucí dynastie Habsburků obdržel již ve čtrnácti letech nejvyšší vyznamenání Řád zlatého rouna, později sloužil v c. k. armádě, kde dosáhl nejvyšších hodností a získal několik ocenění. Jako následník trůnu často cestoval do zahraničí a stal se nositelem mnoha řádů různých zemí. Zahynul při atentátu v Sarajevu, který se stal impulsem k rozpoutání první světové války. Po zániku monarchie byly jeho potomkům zabaveny majetky v Československu. Vyznamenání Františka Ferdinanda čítající i přes dílčí ztráty přes padesát kusů se ze zámku Konopiště dostaly do sbírek Národního muzea v Praze, kde dodnes patří k hodnotným uceleným souborům faleristiky.

## Rakousko-Uhersko
- Řád zlatého rouna (1878)[1]
- velkokříž Královského uherského řádu svatého Štěpána (1893)[2]
- Medaile za námořní plavbu 1892/1893 (1893)
- Vojenský záslužný kříž (1898)
- Jubilejní pamětní medaile (1898)
- Bronzová vojenská záslužná medaile (1903)
- Služební odznak pro důstojníky III. třídy (1903)
- Vojenský jubilejní kříž (1908)
- Stříbrná vojenská záslužná medaile (1911)
- Služební odznak pro důstojníky II. třídy (1913)

## Zahraničí

Erb Františka Ferdinanda d'Este s dekorací Řádu zlatého rouna

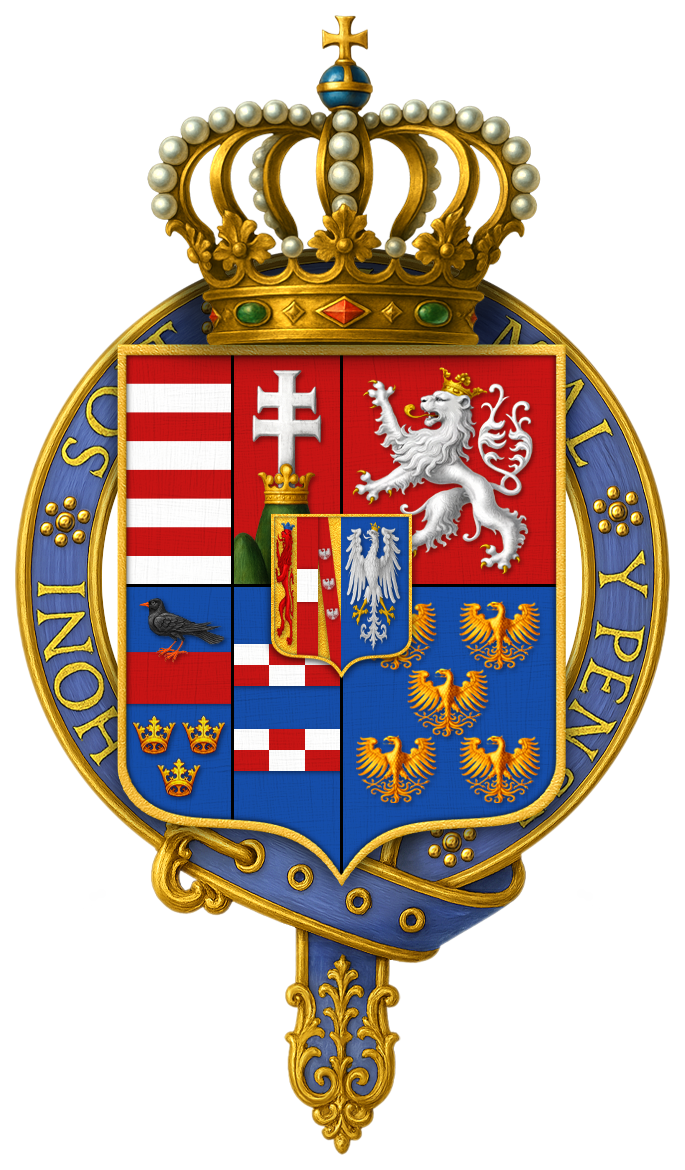
Erb Františka Ferdinanda d'Este s dekorací Podvazkového řádu

- velkokříž Řádu svatého Josefa (Toskánsko, 1887)[pozn. 1]
- velkokříž Maltézského řádu (Řád maltézských rytířů)
- rytířský kříž Řádu svatého Ondřeje (Rusko, 1891)
- rytířský kříž Řádu svatého Alexandra Něvského (Rusko, 1891)
- Řád svaté Anny I. třídy (Rusko, 1891)
- Řád bílého orla (Rusko, 1891)
- Řád sv. Stanislava I. třídy (Rusko, 1891)
- rytíř Podvazkového řádu (Spojené království, 1902)[3]
- velkokříž Řádu lázně (Spojené království, 1901)
- rytíř Řádu černé orlice (Německo, 1889)
- velkokříž Řádu červené orlice (Německo, 1889)
- velkokříž Královského hohenzollernského domácího řádu (Německo, 1908)
- rytíř Řádu zvěstování (Itálie, 1891)
- Řád chryzantémy (Japonsko, 1893)
- rytíř Řádu slona (Dánsko, 1908)
- velkokříž Řádu Kristova (Portugalsko, 1909)
- velkokříž Řádu avizských rytířů (Portugalsko, 1909)
- velkokříž Řádu Karla III. (Španělsko, 1905)
- velkokříž Řádu sv. Huberta (Bavorsko, 1895)
- velkokříž Řádu sv. Ferdinanda (Království obojí Sicílie, 1904)
- velkokříž Řádu routové koruny (Sasko, 1886)
- velkokříž Řádu württemberské koruny (Württembersko, 1889)
- rytíř Řádu Serafínů (Švédsko, 1890)
- velkokříž Řádu Leopoldova (Belgie, 1881)
- velkokříž Řádu rumunské hvězdy (Rumunsko, 1899)
- velkokříž Řádu Karla I. (Rumunsko, 1908)
- velkokříž Řádu bílého orla (Srbsko, 1900)
- velkokříž Královského řádu sv. Cyrila a Metoděje (Bulharsko, 1912)
- velkokříž Řádu knížete Danila I. (Černá Hora, 1906)
- velkokříž Řádu Mahá Čakrí (Siamské království, 1898)
- velkokříž Nejvyššího řádu Kristova (Papežský stát, 1903)
- velkokříž Řádu Božího hrobu (Papežský stát, 1891)
- rytíř Domácího řádu věrnosti (Bádensko, 1908)
- velkokříž Řádu bílého sokola (Sasko-Výmarsko, 1901)
- velkokříž Domácího a záslužného řádu vévody Petra Fridricha Ludvíka (Oldenbursko, 1908)
- velkokříž Domácího řádu vendické koruny (Meklenbursko, 1904)
- velkokříž Domácího řádu Albrechta Medvěda (Anhaltsko, 1908)
- velkokříž Vévodského sasko-ernestinského domácího řádu (Sasko-Kobursko, 1894)
- velkodůstojník Řádu sultanátu Johor (Johor, 1894)